# Casting Society of America
Die Casting Society of America (CSA) ist die größte US-amerikanische Organisation von Casting-Directors im Bereich Film, Fernsehen und Theater und vertritt die Interessen der Besetzungsbüros. Sie wurde 1982 in Los Angeles, Kalifornien als The American Society of Casting Directors gegründet und 1984 in Casting Society of America (CSA) umbenannt. Die Dachorganisation repräsentierte 2018 die über 800 Mitglieder in den USA, Kanada, England, Australien und Italien. Sie ist die weltweit größte Organisation für die Berufsgruppe der Castingdirektoren. Die Mitgliedschaft in der CSA ist freiwillig und nicht verpflichtend, um in den USA als Casting Director arbeiten zu können.  Mitglieder führen die Abkürzung „C.S.A.“ nach ihrer Namensnennung.

## Artios Awards
Seit Oktober 1985 vergibt die Casting Society of America die Filmpreise Artios Awards in 25 Kategorien. Die Preisverleihung findet simultan in New York City und in Beverly Hills statt.